# Рахам
Рахам (англ. Rakham, араб. رخم) — поселення в Сирії, що складає невеличку друзьку общину в нохії Аль-Хірак, яка входить до складу мінтаки Ізра в південній сирійській мухафазі Дара.